# Chuck Howley
Chuck Howley (* 28. Juni 1936 in Wheeling, West Virginia) ist ein früherer US-amerikanischer American-Football-Spieler. Er spielte als Linebacker für die Chicago Bears und die Dallas Cowboys in der National Football League (NFL).
Beim Entry Draft wurde er von den Chicago Bears, von der West Virginia Universität kommend, schon in der ersten Runde des 1958-drafts gewählt. Für die Bears spielte er zwei Saisons, bis er nach einer Knieverletzung 1959 seine Karriere beenden wollte. Nach einem West-Virginia-Schülerspiel entschied er sich für ein Comeback und die Bears ließen ihn für draft picks zu den Cowboys.
Howley absolvierte für die Cowboys in dreizehn Saisons 165 Spiele, wobei er an zwei NFL-Meisterschaften teilnahm und die Cowboys zu zwei Super Bowls führte. Beim Super Bowl V wurde er zum Super Bowl MVP gewählt. Es war das erste Mal, dass ein Defensivspieler und zum ersten und bisher einzigen Mal, dass ein Spieler der unterlegenen Mannschaft den Preis zugesprochen bekam. Im nächsten Jahr konnte Howley wieder für die Dallas Cowboys im Super Bowl antreten und erneut eine überzeugende Leistung abrufen sowie den Titel gewinnen. 1973 beendete er seine Karriere endgültig.
Drei Jahre später wurde er als vierter Spieler in den Ring of Honor am Texas Stadium aufgenommen.
2023 wurde Howley in die Pro Football Hall of Fame aufgenommen.